# 萨尔瓦多·纳斯鲁拉
萨尔瓦多·亚历杭德罗·塞萨尔·纳斯鲁拉·萨卢姆（西班牙語：Salvador Alejandro César Nasralla Salum；1953年1月30日—）是宏都拉斯的巴勒斯坦裔政治人物，從政前曾為運動記者、電視節目主持人與商人，2021年1月27日當選宏都拉斯第一副總統，直到2024年辞职。

## 早年生活
薩爾瓦多·纳斯鲁拉於1953年出生於宏都拉斯首都德古西加巴，其父母均為巴勒斯坦裔，其中母親出生於智利。纳斯鲁拉在宏都拉斯北部科隆省的特魯希略度過童年，11歲時回到德古西加巴，中學就讀聖弗朗西斯哥學院，青年時期即在Emisoras Unidas等數家媒體集團擔任記者。中學畢業後纳斯鲁拉移居智利與親戚同住，就讀智利天主教大學，先後獲學士（主修土木工程）與碩士（主修商業管理）學位。
返回宏都拉斯後，纳斯鲁拉曾任宏都拉斯百事可樂公司的總經理，並在宏都拉斯國立自治大學任教八年。1981年他開始擔任運動節目的主持人，1982年國際足總世界盃時擔任宏都拉斯國家足球隊的新聞發言人。1990年他開始主持著名的遊戲節目「X-0 da Dinero」。纳斯鲁拉活躍於電視節目主持時，曾有「電視先生」（El señor de la televisión）之稱

## 政治生涯

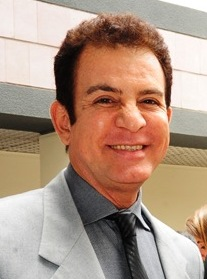
纳斯鲁拉，攝於2013年

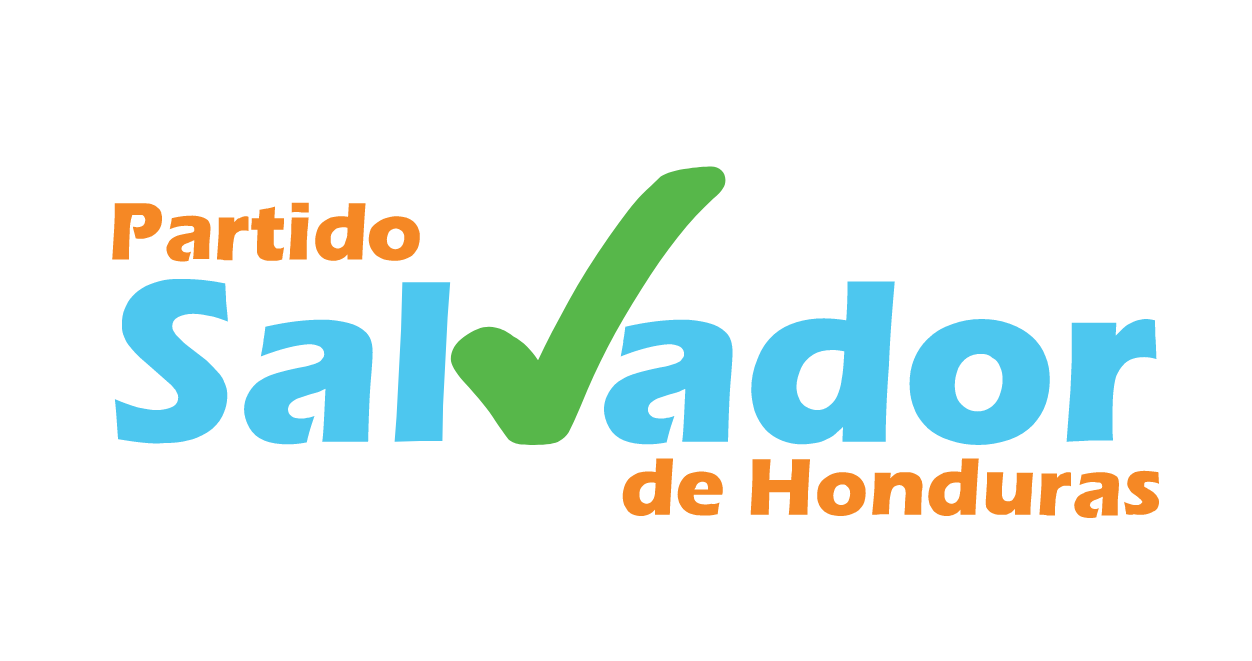
纳斯鲁拉創立的宏都拉斯救世主黨標誌

2013年，纳斯鲁拉創立了反腐敗黨並參加該年的宏都拉斯大選競選總統，獲418,443票（總票數的13.43%）落選。2017年纳斯鲁拉代表左翼聯盟再次參選總統，得票率41.42%，以些微差距輸給競選連任的總統胡安·奧蘭多·葉南德茲，選舉過程與結果充滿爭議，引發全國示威。
2021年纳斯鲁拉代表自己領導的宏都拉斯救世主黨參選總統，但後來退出選戰，改擔任自由重建黨候選人、前第一夫人希奥玛拉·卡斯特罗的副手。兩人順利當選，纳斯鲁拉於2022年1月27就任宏都拉斯第一副總統。不過雙方隨即爆發國會領導權爭議，當初纳斯鲁拉退選與支持卡蕬楚的條件之一為雙方聯盟若獲國會多數，則國會議長應由救世主黨成員擔任，但1月22日選舉國會議長時，有18名自由重建黨的代表拒絕投票給救世主黨的路易士·芮登杜，而投給了自由重建黨的豪爾赫·卡利克斯，對此纳斯鲁拉痛斥此舉仿彿2009年政變重演。18名跑票的議員隨後被自由重建黨開除黨籍，後來他們與卡利克斯皆同意支持芮登杜擔任議長，獲恢復黨籍。2024年4月，纳斯拉亚辞去副总统职务。
卸任後，宣布角逐2025年總統大選，并宣布當選後將与中華民國复交，後於2025年3月9日贏得自由黨初選，將代表宏都拉斯自由黨參選2025年總統大選。

## 個人生活
纳斯鲁拉的妻子是曾獲選宏都拉斯小姐的伊罗什卡·埃尔维尔，兩人育有一女，生於2017年。